# Aspettativa (sociologia)
L'aspettativa è la previsione ragionevolmente realistica dell'individuo circa la condotta degli altri membri della società in un contesto di incertezza.

## Definizione
Oggetto di studio della sociologia e della psicologia sociale, le aspettative di comportamento sono prodotte dai ruoli e dalle norme sociali e possono essere definite un prodotto culturale. Il ruolo consiste in modalità tipiche e ricorrenti di comportamento sociale. Occupando definite posizioni sociali, gli attori producono aspettative circa le modalità e i contenuti delle interazioni sociali connesse allo status.
In ogni aggregazione sociale le aspettative hanno la tendenza a stabilizzarsi nel tempo e ciò permette all'attore di relazionarsi in un contesto di ridotta complessità. Si pensi ad alcune situazioni che, data la loro frequenza, possono essere considerate tipiche della vita quotidiana. Per es. la circolazione stradale è regolata da norme - in questo caso esplicitate nel codice stradale - che permettono ad ogni automobilista di prevedere ragionevolmente quale sarà il comportamento altrui; se ogni attore si attiene alle norme del codice della strada la circolazione può avere luogo senza problemi.
Le aspettative si formano e consolidano al crescere del grado di istituzionalizzazione sociale. La crescente esperienza dell'individuo circa l'aggregazione sociale permette all'attore di servirsi di (ed essere investito da) aspettative tanto solide e affidabili quanto la conoscenza delle dinamiche sociali è approfondita.

## Classificazione
Le aspettative possono essere classificate in 3 tipologie in base alla loro origine.
- Norme. L'attore si aspetta che le persone con cui interagisce si comportino conformandosi alle norme sociali e si sente obbligato a conformare i suoi comportamenti alle stesse.
- Credenze. L'attore utilizza una valutazione probabilistica delle possibili azioni delle persone comportandosi di conseguenza.
- Preferenze. L'attore preferisce agire sulla base delle sue preferenze e imputa le azioni delle persone alle loro preferenze.

## Nelle scienze sociali

### Psicologia sociale
Il tema delle aspettative è prevalentemente oggetto di studio della psicologia sociale. Il punto di vista è marcatamente individuale.
Per lo psicologo Muzafer Sherif un sistema di aspettative è indispensabile per l'esistenza stessa di un gruppo sociale. Il consolidamento di aspettative condivise indica per esempio il superamento di una fase anomica e rappresenta per l'individuo la possibilità di costruire migliori relazioni di ruolo.
Lo psicologo Henri Berger elabora la teoria degli stati di aspettativa in relazione al funzionamento dello status nei primi momenti di vita del gruppo. Sin dai primi incontri, le persone si formano aspettative in base:
- alle caratteristiche personali esibite;
- al possibile contributo di ogni individuo al raggiungimento degli scopi del gruppo.

Le posizioni gerarchiche vengono attribuite in base a tali aspettative.

### Sociologia
La ricerca sociologica affronta lo studio delle aspettative in riferimento al gruppo di appartenenza dell'individuo.
Karl Marx si occupa del concetto di aspettativa nell'analisi della statica sociale. In questo contesto le aspettative assumono un carattere marcatamente economico.
Il sociologo Elton Mayo rielabora il concetto relativamente alla fatica e alla soddisfazione del lavoratore nell'esperienza produttiva.
Il sociologo Samuel Stouffer analizza il sistema delle aspettative nella struttura gerarchica.
Il sociologo Alain Touraine definisce l'aspettativa come una manifestazione della creazione di società per l'individuo.